# Arreux
Arreux is een gemeente in het Franse departement Ardennes in de regio Grand Est en maakt deel uit van het arrondissement Charleville-Mézières. De gemeente telde 342 inwoners op 1 januari 2022.

## Geschiedenis
Arreux maakte deel uit van het kanton Renwez tot het op 22 maart 2015 werd opgeheven en de gemeenten werden opgenomen in het kanton Charleville-Mézières-2.

## Geografie
De oppervlakte van Arreux bedraagt 4,23 vierkante kilometer; Op 1 januari 2022 was de bevolkingsdichtheid 80,9 inwoners per km².
De onderstaande kaart toont de ligging van Arreux met de belangrijkste infrastructuur en aangrenzende gemeenten.

## Demografie
Onderstaande figuur toont het verloop van het inwonertal.
Vanwege een beveiligingsprobleem met de MediaWiki Graph-software is het momenteel niet mogelijk deze grafiek weer te geven. Zodra de software is bijgewerkt zal de grafiek vanzelf weer zichtbaar worden.

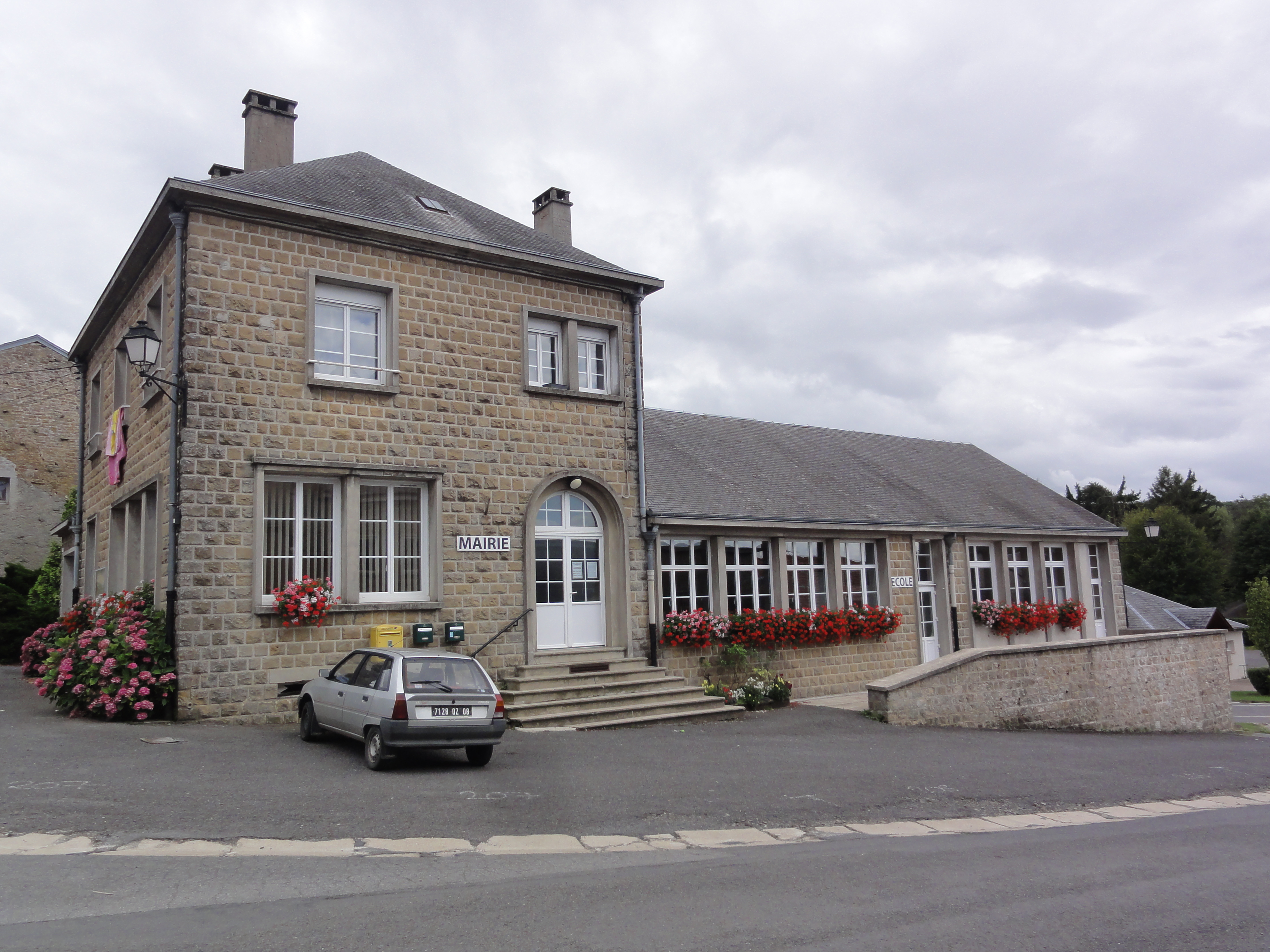
gemeentehuis
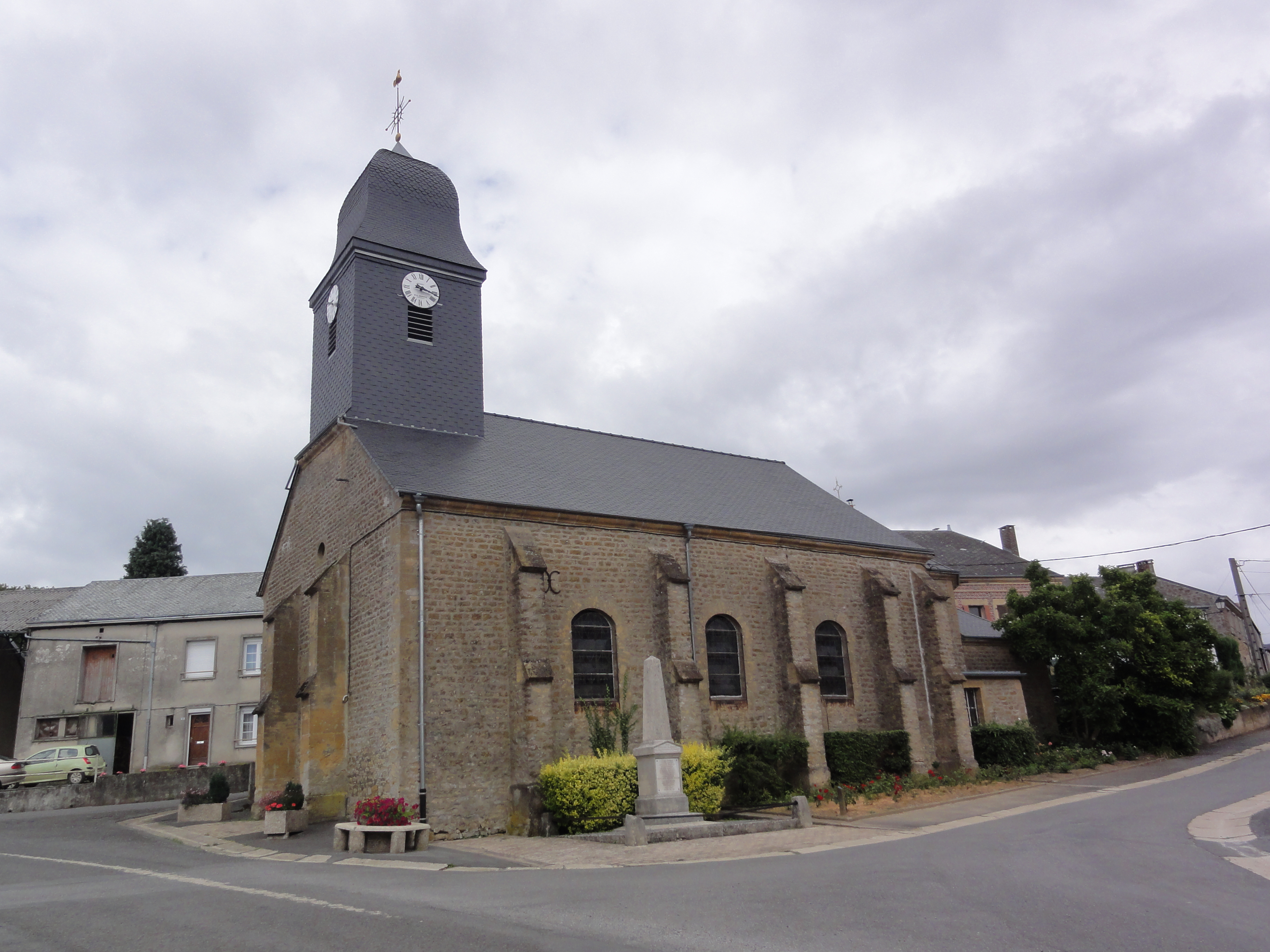
Kerk Saint-Lambert van Arreux